# قاسم باشا الخضيري

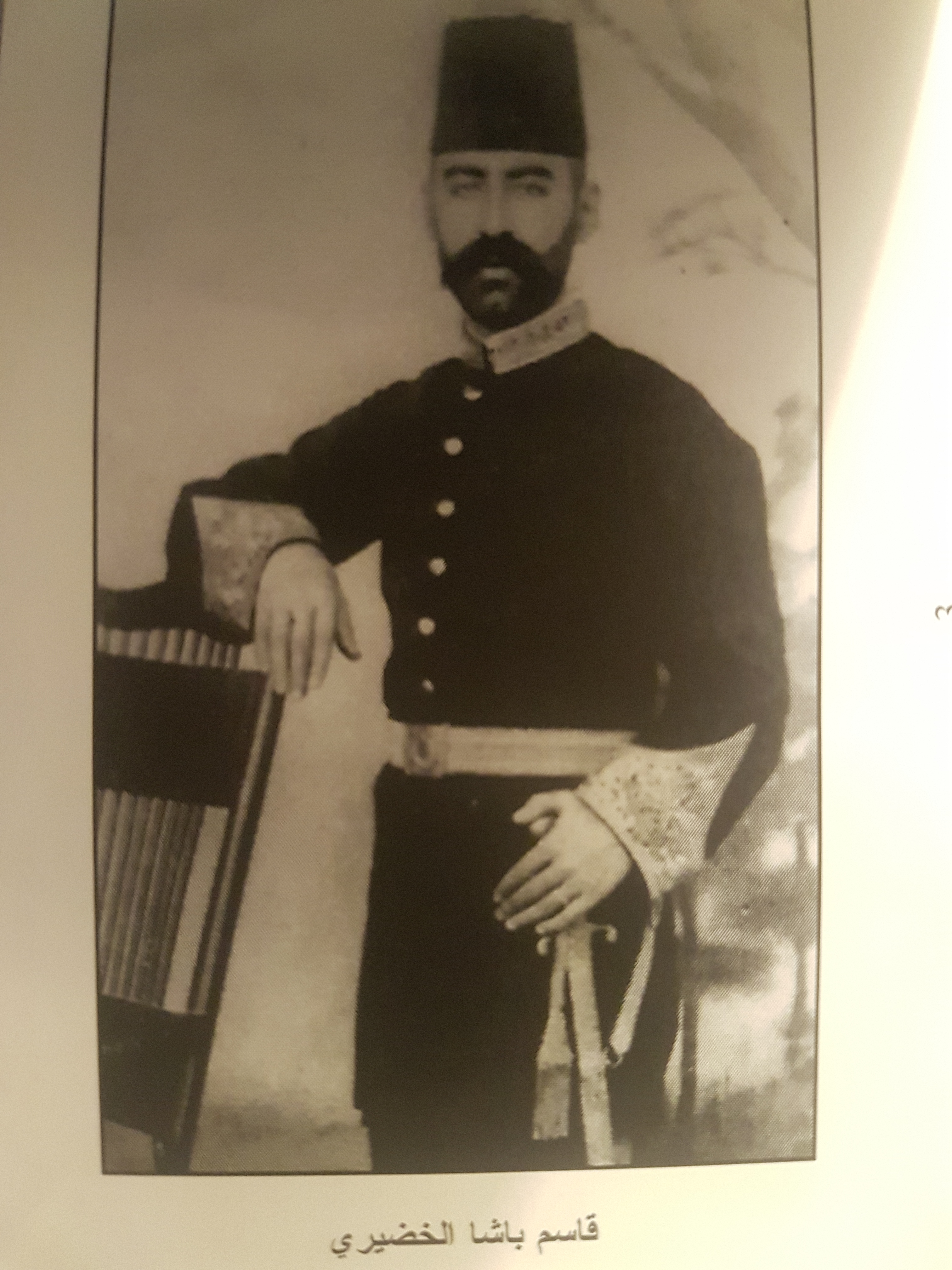

قاسم باشا الخضيري (1872- 1943)، ولد في بغداد، وهو تاجر وسياسي عراقي ونائب سابق في البرلمان العراقي في العهد الملكي، تصدى للقوات البريطانية التي احتلت العراق في عام 1917، وناهض الانتداب البريطاني على العراق وساند ثورة العشرين.

## عائلته
هو ابن التاجر البغدادي (الحاج عبد الرزاق جلبي ال الخضيري) بن ياسين بن عمر بن أحمد بن محمد أمين بن ملاخضر بن محمد بن بجلي من آل سبهان من طلال من آل جعفر من عبدة من شمر. آل سبهان: من أمراء حائل ومن أكبر وجهائها وأعيانها وأحد الأسر الجعفرية العبدية الشمرية التي حكمت نجد، أسرة لها ثقل تاريخي وسياسي كبير بالإضافة الي ثقلها الاجتماعي في الجزيرة العربية وفي حائل خاصة، تولّوا إمارة حائل إمارة مستقلة في زمن الأمير حمود السبهان ثم الأمير زامل السالم السبهان. قاسم باشا شقيق كل من عبد القادر باشا الخضيري. وشقيق ياسين باشا الخضيري. وشقيق التاجر عبد الجبار جلبي الخضيري.
من أولاده السيد جميل الخضيري (كان رئيساً لبلدية العمارة) والتاجر عبد الودود وفائق وعبد الحميد.

## الولادة والنشأة
ولد الباشا في بغداد عام 1872م في بيت والده الحاج عبد الرزاق جلبي الخضيري في منطقة الصدرية في بغداد، وتعلم القراءة والكتابة والقرآن الكريم، ثم أكمل تعليمه.

## نشاطه التجاري
مارس العمل التجاري في البصرة وبغداد وكان أول رئيس منتخب إلى (غرفة تجارة بغداد) عام 1926 .
وكان يمتلك مع أخيه عبد القادر باشا أسطولاً للنقل النهري بين بغداد والبصرة.

## نشاطه السياسي
كان رجل سياسة وتسلم الباشوية من الباب العالي في إسطنبول. انتخب نائباً في البرلمان الملكي العراقي لاكثر من دورة انتخابية. استقر الباشا بعد الحرب في بغداد كنائب عن العمارة.

## دوره الوطني
كان رجلاً وطنيّاً وقف ضد الاحتلال البريطاني للعراق. اشترك قاسم باشا في عرقلة تقدم القوات البريطانيّة نحو البصرة بإغراقه إحدى مراكبها في شط العرب. تبرع بكثير من المال للثوار ضد الانتداب البريطاني على العراق.

## نشاطه الخيري
وكان رجل خير محسناً حيث شيد جامع الخضيري في مدينة البصرة في العشار عام 1937. وشهد هذا المسجد كثيراً من الاحداث، واتخذت جمعية الآداب الإسلامية من جامع الخضيري مقراً لها عام 1949، وهذه الجمعية ثقافية تربوية. وكذلك من المواقف السياسية التي شهدها مسجد الخضيري تجمع أهل البصرة للتضامن مع ثورة العشرين.
كما قام ببناء الجامع الكبير في مدينة العمارة. كانت تربطه علاقة جديدة مع رجال السياسة والتجارة وعامة الناس.

## وفاته
توفى في بغداد في 10 أيلول 1943.